# Neotoma devia
Neotoma devia — вид гризунів родини Cricetidae. Зустрічається в Мексиці та США.

## Морфологічна характеристика
Вид досягає загальної довжини від 150 до 230 мм, включаючи хвіст від 75 до 140 мм, і ваги від 100 до 199 г. Довжина задніх лап становить від 28 до 41 мм, а вуха — від 23 до 25 мм. Хутро на верхній поверхні може бути від сірого до червонувато-коричневого кольору, тоді як нижня сторона та лапи білі. На вухах і хвості з'являється шерсть. Вид легко сплутати з пустельним щуром (Neotoma lepida).

## Поширення
Вид в основному зустрічається в західній Аризоні та прилеглих районах мексиканського штату Сонора. Задокументовані знахідки походять із південної Невади та південно-східної Каліфорнії та іноді з Колорадо та Юти. Вид живе в низинах і горах на висоті до 2200 метрів. Живе в основному навколо річки Колорадо в сухих районах з розкиданими чагарниками.

## Життя
Щоб захиститися від екстремальних температур і хижаків, підземні нори риють у каменях і кактусах (наприклад, роду Cylindropuntia). Зразки активні вночі і, ймовірно, в сутінках і не впадають у сплячку. Коли самки не готові до спаровування, вони живуть поодинці і поводяться агресивно по відношенню до інших особин. Самки мають до п'яти послідів на рік, кожна з яких дає до п'яти потомства. Народження відбувається після 30-36 днів вагітності.